# فرودگاه چناق‌قلعه
فرودگاه چناق‌قلعه (به انگلیسی: Çanakkale Airport) یک فرودگاه با کد یاتا CKZ است که یک باند فرود بتن دارد و طول باند آن ۱۸۰۰ متر است. این فرودگاه در کشور ترکیه قرار دارد و در ارتفاع ۷ متری از سطح دریا واقع شده‌است.

## شرکت‌های هواپیمایی و مقصدهای پروازی
| شرکت‌های هواپیمایی                  | مقصدهای پروازی |
| ---------------------------------- | -------------- |
| ترکیش ایرلاینز اجرا توسط آنادولوجت | اسن‌بوغا، ارجان |